# Almadén de la Plata
Almadén de la Plata is een gemeente in de Spaanse provincie Sevilla in de regio Andalusië met een oppervlakte van 256 km². Almadén de la Plata telt 1.461 inwoners (1 januari 2016).

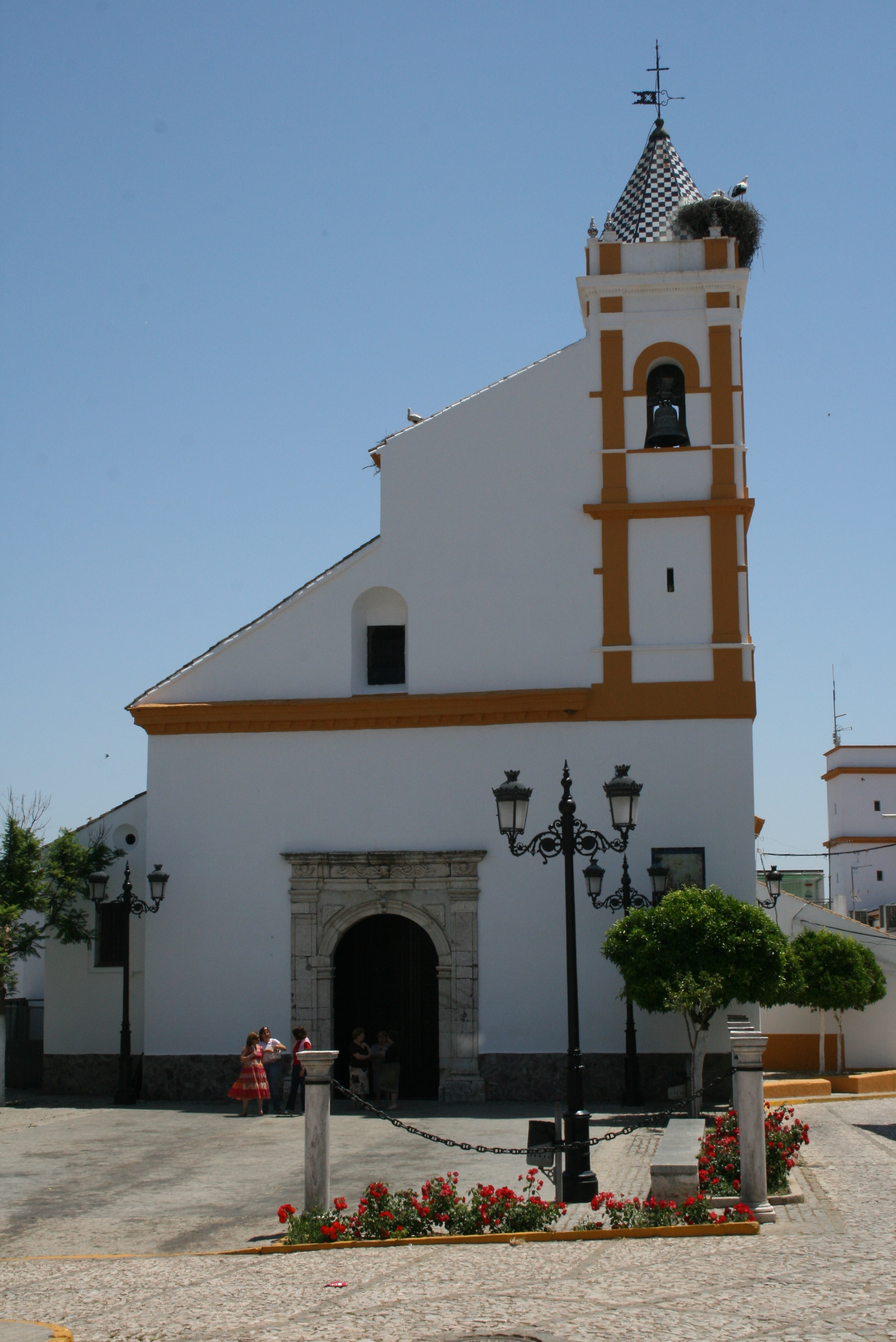
Kerk van Santa María de Gracía
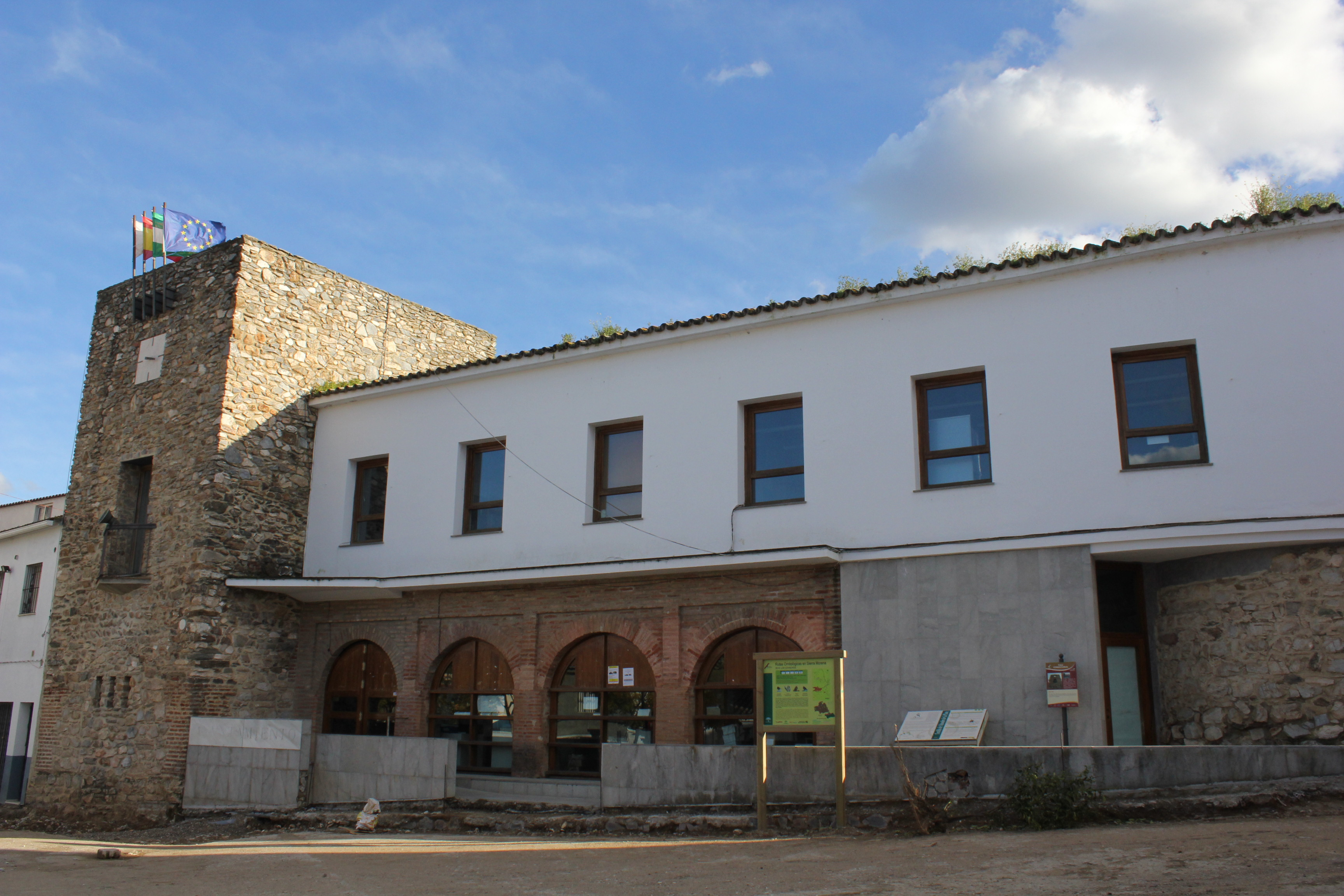
Kasteel van Almadén de la Plata
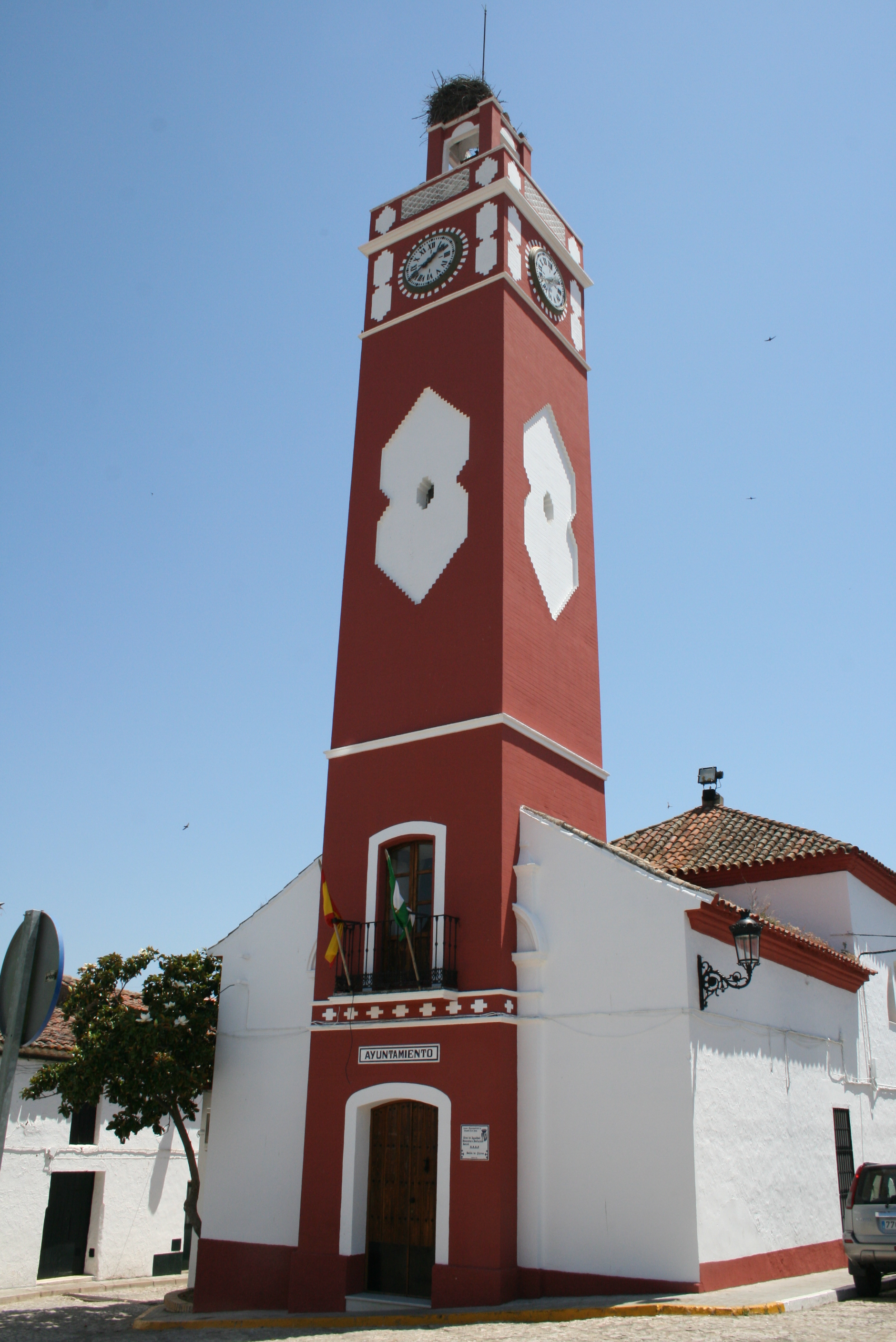
Toren van Reloj